# Морейра, Афонсу
Афо́нсу Башта́рду Море́йра (порт. Afonso Bastardo Moreira; родился 19 марта 2005, Ламегу) — португальский футболист, вингер французского клуба «Олимпик Лион».

## Клубная карьера
Воспитанник «Кракс Ламегу» и «Спортинга», 12 августа 2023 года Морейра дебютировал в Примейра-лиге против клуба «Визела».

## Карьера в сборной
Выступал за сборные Португалии до 17, до 18 и до 19 лет.
В 2022 году Морейра вместе со сборной Португалии принял участие в чемпионате Европы среди игроков до 17 лет. На турнире он отметился 4 забитыми мячами и вместе с командой дошёл до полуфинала, в котором Португалия проиграла в серии послематчевых пенальти будущим чемпионам — французам.